# Komitat Zaránd

Das Komitat Zaránd als Teil des Fürstentums Siebenbürgen

Das Komitat Zaránd (ungarisch Zaránd vármegye, lateinisch Comitatus Zarandiensis) war eine Verwaltungseinheit (Gespanschaft bzw. Komitat) im Königreich Ungarn und im Fürstentum Siebenbürgen. Das Komitat existierte seit 1261 und wurde 1876 im Zuge der Komitatsreform in die Komitate Arad und Hunyad eingegliedert.

## Beschreibung
Das Komitat lag größtenteils im heutigen Rumänien, im nördlichen Teil des heutigen Kreises Arad. Es wurde von König Stephan I. bei der Staatsgründung Ungarns mit dem Verwaltungssitz in Zaránd (rum. Zărand) gebildet. Später wurden Pankota (rum. Pâncota), und wenig später Körösbánya (rum. Baia de Criș) zum Verwaltungssitz. Das Gesetz XXXIII. von 1876 löste das Komitat Zaránd auf. Das größte Gebiet wurde vom Komitat Hunyad, das kleinere vom Komitat Arad einverleibt.
Das Komitat hatte 1870 63.382 Einwohner, von denen 60.639 (95,7 %) orthodox, 1.356 (2,1 %) römisch-katholisch, 759 (1,2 %) griechisch katholisch und 628 reformiert waren. 97 % waren ethnische Rumänen, 3 % Ungarn.